# Алисова, Татьяна Борисовна
Татьяна Борисовна Алисова (20 февраля 1924, Геленджик — 28 ноября 2014, Москва) — советский и российский лингвист-итальянист, доктор филологических наук, профессор кафедры романского языкознания филологического факультета МГУ.

## Биография
Родилась 20 февраля 1924 года в Геленджике. Дочь профессора МГУ Б. П. Алисова. Окончила школу (1941) и поступила в МИФЛИ (преобразованный в филологический факультет МГУ). Окончила филологический факультет МГУ в 1945 году и поступила в аспирантуру. Доктор филологических наук.
Одна из ведущих итальянистов в России и за рубежом. Во Флоренции Академия Круска опубликовала (1972) книгу Алисовой «Struttura semantica e struttura sintatica della proposizione nell`italiano moderno». Алисова была избрана (1974) членом-корреспондентом (единственным в России) Итальянской Академии Круска. Избрана (1994) заместителем председателя Итальянского лингвистического общества.
В МГУ вела теоретические курсы по общей романистике и итальянистике, курсы «Введение в романскую филологию», «Сопоставительная грамматика романских языков», «Древнероманский язык» (старопровансальский), курсы введения в итальянскую филологию и курс истории итальянского языка.
Является руководителем пяти диссертаций, защищенных по романистике и итальянистике.
Наиболее известна монография Алисовой «Очерки синтаксиса современного итальянского языка» (М.: Изд-во МГУ, 1971; итальянское издание – «Strutture semantiche e sintattiche della proposizione semplice in italiano». Firenze: Sansoni, 1972).
Жена композитора А. Л. Локшина. Сын — математик А. А. Локшин.
Умерла в 2014 году. Урна с прахом захоронена в колумбарии на Донском кладбище.